# Cornel Oțelea

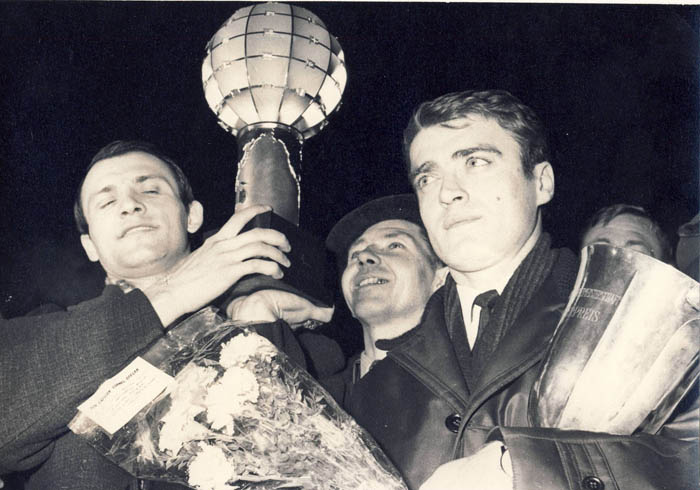
Gheorghe Gruia și Cornel Oțelea purtând Cupa Campionilor Europeni la handbal (1968)

Cornel Oțelea (n. 19 noiembrie 1940, Șeica Mare, România – d. 22 ianuarie 2025) a fost un handbalist român.
A câștigat trei titluri mondiale, Cupa Campionilor Europeni ca jucător (1968) și antrenor (1977), ambele cu Steaua București. A fost antrenor al naționalei României de handbal masculin (medalie de bronz la CM 1990), iar din 2008 a fost antrenor al echipei de handbal masculin Steaua București. Din 1993 până în 1995 a fost președinte al Federației Române de Handbal.
Colonelul Cornel Oțelea din Ministerul Apărării Naționale a fost înaintat la gradul de general de brigadă (cu o stea), fiind trecut ulterior în rezervă la 31 decembrie 1997.
În 1964, Oțelea a primit titlul de „Maestru Emerit al Sportului”, iar în 1977, de „Antrenor emerit”. În 2009, a fost decorat cu ordinul Meritul Sportiv cl. I-a.

## Distincții
- Ordinul „Meritul Sportiv” clasa a II-a (29 martie 1974) „pentru comportarea remarcabilă și ocuparea locului I la Campionatul mondial de handbal masculin – ediția 1974 –, precum și pentru contribuția deosebită adusă la dezvoltarea acestui sport și la creșterea prestigiului sportului românesc pe plan internațional”[7]